# Call of Juarez (serie)
Call of Juarez es una serie de videojuegos de disparos en primera persona creada por Paweł Selinger en 2006. Lanzado principalmente en Microsoft Windows, PlayStation 3 y Xbox 360, hay cuatro juegos en la serie; Call of Juarez (2006), Call of Juarez: Bound in Blood (2009), Call of Juarez: The Cartel (2011) y Call of Juarez: Gunslinger (2013). Techland ha desarrollado los cuatro juegos y, a partir de 2018, posee los derechos de publicación. De 2006 a 2018, Ubisoft tuvo los derechos de publicación.
El juego original tiene lugar en Texas y México en 1882 y cuenta la historia del reverendo Ray McCall mientras persigue a su sobrino Billy, quien ha sido acusado injustamente de asesinar a sus padres. Bound in Blood es una precuela del primer juego y tiene lugar en Georgia, Arkansas, Arizona y México desde 1864 hasta 1866. Cuenta la historia de cómo Ray y su hermano Thomas pasaron de ser soldados del Ejército de los Estados Confederados a peligrosos forajidos. The Cartel traslada la serie de un entorno del Viejo Oeste a Los Ángeles y México de 2011 y representa a un grupo de trabajo interinstitucional que investiga un poderoso cartel mexicano de la droga. Sin embargo, esta decisión resultó impopular entre los fanáticos y Gunslinger regresó al viejo oeste. Ambientada entre 1880 y 1910 y repartida por Arizona, Colorado, Kansas, Misuri, Montana, el Territorio de Nuevo México, Wyoming y México, cuenta la historia del cazarrecompensas Silas Greaves y sus encuentros con muchas de las leyendas del Lejano Oeste, incluidos Billy the Kid, Jesse James, Butch Cassidy, Sundance Kid y la Banda de los Dalton.
Desde la perspectiva de la jugabilidad, los cuatro juegos son de disparos en primera persona y cuentan con varias mecánicas de juego comunes, como el "modo de concentración" (una técnica de cámara lenta que es ligeramente diferente de un juego a otro) y los duelos (en Bound in Blood y Gunslinger el duelo cambia el juego a una perspectiva en tercera persona). Los primeros tres juegos de la serie ofrecen diferentes personajes jugador. Para Gunslinger, solo hay un personaje jugador, pero el juego presenta árboles de habilidades basados en puntos de experiencia que le permiten al jugador personalizar su estilo de lucha a medida que avanza.
Críticamente, las reacciones a los juegos han sido mixtas, desde elogios generales por Bound in Blood y Gunslinger hasta la condena universal por The Cartel. En términos de ventas, el juego original no se vendió bien en América del Norte, moviendo solo 137,000 unidades tanto para PC como para Xbox 360. Sin embargo, sus ventas en Europa fueron considerablemente mejores, y Techland acreditó que el juego los puso "en el mapa". Bound in Blood se vendió mejor, moviendo 900.000 unidades en todos los sistemas en sus primeros cuatro meses de lanzamiento. Gunslinger también se vendió bien y fue el segundo juego digital más vendido de Ubisoft en 2013.

## Juegos
- Call of Juarez fue desarrollado por Techland y publicado en Europa para Microsoft Windows por Focus Home Interactive en septiembre de 2006, en Australia por Auran Development en octubre de 2006 y en Norteamérica por Ubisoft en junio de 2007. Fue portado a Xbox 360 por Techland en junio de 2007, publicado en todo el mundo por Ubisoft.

- Call of Juarez: Bound in Blood, una precuela del juego original, fue desarrollado por Techland para Microsoft Windows, PlayStation 3 y Xbox 360. Ubisoft lo publicó en Norteamérica en junio de 2009 y en Australia y Europa en julio.

- Call of Juarez: The Cartel fue desarrollado por Techland para Microsoft Windows, PlayStation 3 y Xbox 360. Ubisoft lo publicó originalmente para PlayStation y Xbox en junio de 2011 y para Windows en septiembre. En marzo de 2018, The Cartel y Gunslinger se eliminaron de Steam, PlayStation Store y Xbox Live.[1][2] Dos semanas después, Ubisoft explicó que el motivo de la eliminación fue "según los términos del acuerdo, los derechos de licencia/publicación de Call of Juarez: The Cartel y Call of Juarez: Gunslinger han vuelto a Techland, mientras que otros siguen activos en Ubisoft. Por eso se han retirado recientemente algunos títulos".[3] Gunslinger regresó a las tres plataformas el 30 de abril, y Techland prometió que la información sobre el regreso de The Cartel se proporcionaría "en una fecha posterior", pero nunca se publicó dicha información, y el juego sigue sin estar disponible en Steam, PlayStation Store y GOG.com.[4]

- Call of Juarez: Gunslinger fue desarrollado por Techland para Microsoft Windows, PlayStation 3 y Xbox 360. Ubisoft lo publicó originalmente en mayo de 2013 a través de Steam, UPlay, PlayStation Store y Xbox Live Arcade. En marzo de 2018, The Cartel y Gunslinger se eliminaron de todas las tiendas digitales.[1][2] Dos semanas después, Ubisoft explicó que el motivo de la eliminación fue "según los términos del acuerdo, los derechos de licencia/publicación de Call of Juarez: The Cartel y Call of Juarez: Gunslinger han vuelto a Techland, mientras que otros siguen activos en Ubisoft. Por eso se han retirado recientemente algunos títulos".[3] Gunslinger regresó a las tres plataformas el 30 de abril, y Techland declaró: "A medida que Techland Publishing avanza como una editorial líder, estamos encantados de dar la bienvenida a Call of Juarez: Gunslinger a nuestra división de publicación".[5][6] En diciembre de 2019, el juego fue portado a Nintendo Switch.

## Resumen de la jugabilidad

### Personajes jugador
Los cuatro juegos de Call of Juarez son shooters en primera persona. En el juego original, el jugador controla a los protagonistas que se alternan nivel a nivel: Billy "Candle" y Ray McCall, cada uno de los cuales tiene un estilo de jugabilidad diferente. Los niveles de Billy se basan en parte en el sigilo, mientras que los de Ray son más tradicionales como los shoot 'em ups. En Bound in Blood, el jugador controla a uno de los dos protagonistas: Ray McCall o su hermano Thomas. Al igual que en el primer juego, los dos personajes tienen estilos de juego diferentes, pero, a diferencia del primero, en la mayoría de los niveles se puede elegir con qué personaje jugar. El personaje que el jugador no elija será controlado por la IA mientras dure el nivel. En The Cartel, el jugador controla a uno de los tres protagonistas: el detective Ben McCall (LAPD), la agente Kim Evans (FBI) o el agente Eddie Guerra (DEA). Los dos personajes que el jugador no elige son controlados por la IA o por jugadores humanos en el modo cooperativo. Sea cual sea el jugador que elija al principio del juego, debe jugar todo el juego con ese personaje. Jugar con personajes específicos suele dar lugar a escenas y diálogos diferentes en el juego. En Gunslinger, sólo hay un personaje disponible para el jugador: el cazarrecompensas Silas Greaves.
En el juego original, la principal diferencia entre Ray y Billy es que Ray es más fuerte y lento, y puede recibir bastante más daño que Billy. Por otro lado, Billy puede acercarse sigilosamente a los enemigos y realizar muertes silenciosas. Billy también puede utilizar dos armas que Ray no puede: un arco y un látigo. Cuando utiliza el arco, el juego entra automáticamente en cámara lenta durante un periodo de tiempo determinado.  El látigo es débil como arma, y se utiliza principalmente para ayudar a Billy a escalar. Único en Ray es su capacidad de disparar rápidamente una sola pistola (abanico) y su capacidad de empuñar y citar una Biblia.
En Bound in Blood, la mayor diferencia entre Ray y Thomas es que Thomas puede apuntar más lejos que Ray, pero Ray es más rápido con las pistolas, que puede blandir dos veces, y es más rápido cuando apunta a los enemigos cercanos. Ray puede usar dos armas que Thomas no puede: una ametralladora Gatling desmontable y dinamita arrojadiza. Thomas puede usar tres armas que Ray no puede: un lazo, un arco y cuchillos arrojadizos. Cuando Thomas usa el arco, el jugador tiene la opción de ir a cámara lenta para apuntar con más precisión, o disparar a velocidad normal.
En The Cartel, la diferencia entre los tres personajes radica en su armamento. McCall obtiene una bonificación de daño al utilizar pistolas y ametralladoras pesadas, mientras que su habilidad de especialidad es la recarga rápida de pistolas. Evans obtiene una bonificación de daño al utilizar rifles y rifles de francotirador, mientras que su habilidad de especialidad es la mejora del enfoque al hacer zum. Guerra obtiene una bonificación de daño al utilizar ametralladoras ligeras y escopetas, mientras que su habilidad de especialidad es la capacidad de empuñar dos SMGs.
En Gunslinger, aunque sólo hay un personaje para el jugador, el juego cuenta con un sistema de mejoras que permite al jugador personalizar el estilo de lucha de Silas. Cada muerte en el juego se recompensa con puntos de experiencia, y el jugador puede aumentar su botín consiguiendo combos; múltiples muertes en rápida sucesión que aumentan la puntuación del combo en uno por cada muerte. Estos puntos de experiencia permiten al jugador subir de nivel sus habilidades a través de tres árboles de habilidades: Gunslinger (centrado en las pistolas), Ranger (rifles) y Trapper (escopetas). Después de superar el juego, el jugador puede empezar una nueva partida+, llevando sus habilidades desbloqueadas, lo que le permite seguir desbloqueando mejoras.

### Modos de concentración
Los cuatro juegos presentan algún tipo de ataque a cámara lenta, también conocido como "modo concentración". En el juego original, el jugador puede activar el modo de concentración cuando juega como Ray. Durante el combate, cuando saca cualquiera de las dos pistolas, el modo de concentración se activa automáticamente y el juego entra en cámara lenta, con dos retículas de puntería que aparecen a ambos lados de la pantalla, cada una de ellas moviéndose hacia el centro. El jugador no puede controlar el movimiento de ninguna de las dos retículas, ni tampoco puede mover al personaje durante el modo de concentración, pero sí puede controlar la posición de la pantalla, lo que le permite maniobrar la postura de Ray para disparar cuando las retículas pasen por encima de un enemigo.
En Bound in Blood, hay tres tipos de modos de concentración, que están disponibles una vez que el jugador ha llenado su medidor de concentración matando enemigos. En el modo de Ray, una vez que comienza la cámara lenta, Ray es libre de girar 360 grados desde una posición fija. Si el punto de mira pasa por encima de un enemigo, éste será "marcado". En el modo de concentración de Thomas, la retícula se mueve automáticamente de un enemigo visible a otro, deteniéndose momentáneamente en cada uno de ellos. Mientras la mira se mueve, el jugador debe mantener pulsado el botón de disparo, y cuando la mira se detiene, el jugador debe tirar hacia atrás del stick analógico o del ratón para disparar al objetivo. El tercer tipo de modo de concentración es la concentración dual, que se produce automáticamente en ciertos momentos del juego, siempre en las puertas. Ray y Thomas irrumpen simultáneamente en la habitación, y el juego pasa a cámara lenta, funcionando de la misma manera que el modo de concentración de Ray del primer juego.
The Cartel cuenta con dos tipos de modos de concentración. Independientemente del personaje, los jugadores cargan su medidor de concentración matando enemigos, y una vez que el medidor está lleno, pueden activar el modo de concentración en cualquier momento. Cuando lo hacen, el tiempo se ralentiza drásticamente, pero el jugador puede seguir pivotando, disparando y recargando a una velocidad casi normal. En el juego cooperativo, cuando un jugador activa su modo de concentración, también se activa para todos los demás jugadores humanos. El segundo tipo de modo de concentración es la concentración dual, que se produce automáticamente en ciertos puntos del juego, siempre en las puertas. El personaje del jugador y uno de los personajes de la IA (o dos personajes del jugador en modo cooperativo) irrumpen simultáneamente en la habitación, y el juego entra en cámara lenta durante varios segundos.
En Gunslinger hay varios tipos de modos de concentración. El modo estándar se carga matando enemigos y, una vez activado, el juego entra en cámara lenta y todos los enemigos se resaltan automáticamente en rojo. Otras formas de modo de concentración son las caídas, las brechas en las puertas, los Quick Time Events (QTEs) y el "Sense of Death". Las caídas y las brechas en las puertas funcionan de la misma manera que el modo de concentración normal, excepto que se producen automáticamente en determinados lugares independientemente de si el medidor de concentración del jugador está cargado. Los QTEs también se producen automáticamente. Silas apuntará automáticamente a un enemigo y el jugador deberá pulsar un botón específico para disparar y matar a ese enemigo. Si se hace correctamente, la retícula saltará automáticamente al siguiente enemigo, y así sucesivamente. En el caso de Sense of Death, a medida que el jugador evita el game over, va llenando su medidor de Sense of Death. Cuando este medidor esté lleno, se activará automáticamente cuando Silas esté a un disparo de la muerte. Cuando se produzca ese disparo, el juego entrará en cámara lenta y el jugador podrá esquivar a la izquierda o a la derecha para intentar evitar la bala mortal.

### Duelo
En los duelos del juego original, el jugador debe esperar una cuenta atrás, momento en el que el enemigo sacará su arma. Sólo entonces puede Ray desenfundar su propia arma y disparar. Para desenfundar el arma de Ray, el jugador debe mover el ratón/stick analógico hacia abajo y luego encajarlo hacia arriba, momento en el que aparece una retícula en la pantalla que puede controlarse de forma normal. El movimiento del personaje durante los duelos se limita a inclinarse hacia la izquierda y la derecha.
En Bound in Blood, los duelos cambian el juego a tercera persona, y el jugador tiene que mantener la mano del personaje lo más cerca posible de su arma sin tocarla. Al mismo tiempo, el jugador tiene que mantener al oponente alineado en el centro de la pantalla. Cuando llega el momento de desenfundar, suena una campana y el jugador debe desenfundar, apuntar y disparar lo más rápido posible.
En Gunslinger, los duelos también cambian el juego a tercera persona. El jugador debe mantener el objetivo en constante movimiento sobre el enemigo para aumentar su enfoque, y cuanto más alto sea el porcentaje de enfoque, más pequeño será el medidor y más preciso será el disparo cuando se realice. Al mismo tiempo, el jugador debe mantener la mano de Silas lo más cerca posible de su arma para aumentar su velocidad, y cuanto mayor sea el porcentaje de velocidad, más rápido se desenfundará el arma. El jugador tiene dos opciones en cada duelo: puede desenfundar antes que su oponente y conseguir una muerte deshonrosa de menor puntuación o esperar hasta que el oponente haya desenfundado y conseguir una muerte honorable de mayor puntuación.

### Multijugador
El modo multijugador del juego original para PC cuenta con "Deathmatch", "Skirmish" (combate a muerte por equipos), "Robo" (el equipo designado como "Outlaws" debe encontrar el oro escondido y devolverlo a una "zona de escape" sin ser atrapado por el equipo designado como "Lawmen"), y "Gold Rush" (el oro está repartido por el mapa; al final de un tiempo determinado, el jugador que haya recogido más oro gana). La versión de Xbox 360 también incluye "Capturar la bolsa", "Se busca" (un jugador es designado aleatoriamente como jugador "buscado", y los demás jugadores sólo pueden ganar puntos matando a este jugador en particular. Una vez que se mata al jugador buscado, el jugador que lo mató se convierte en el jugador buscado. El jugador con más puntos al final del juego gana), y "Famous Events" (escenarios de juego basados en hechos reales, como el tiroteo en el O.K. Corral, el robo del tren de Wilcox, y el atraco a un banco en Coffeyville).
El modo multijugador de Bound in Blood incluye "Shootout" (combate a muerte), "Posse" (combate a muerte por equipos), "Wanted", "Manhunt" (juego de equipo "buscado" en el que un jugador es designado aleatoriamente como jugador buscado. Si sobrevive sesenta segundos, su equipo gana un punto. Si lo matan, el jugador que lo mató se convierte en el jugador buscado. El equipo con más puntos al final de la partida gana), y "Wild West Legends" (escenarios de juego basados en hechos reales, como la batalla de Antietam, el atraco al banco de Coffeyville, el tiroteo de Frisco, el tiroteo de Skeleton Canyon y el tiroteo en el O.K. Corral).
El modo multijugador de The Cartel cuenta con dos tipos de multijugador: cooperativo y competitivo. El modo cooperativo permite que hasta tres jugadores se unan para completar las misiones de la campaña. El modo competitivo es el tradicional jugador contra jugador con dos tipos de juego disponibles: "basado en objetivos" y "Deathmatch por equipos". Ambos tipos de juego utilizan un sistema de "policía contra delincuente", en el que un equipo es la policía y el otro los delincuentes. En el modo de juego basado en objetivos, los jugadores se proponen realizar actividades delictivas o evitar que el otro equipo lo haga, con una serie de objetivos que deben completar o impedir.

## Desarrollo

### Call of Juarez
Call of Juarez se originó en 2004 y fue concebido como un trepidante shooter en primera persona de estilo arcade. Sin embargo, en los primeros meses de desarrollo, Techland cambió el núcleo de la jugabilidad; según el productor Paweł Zawodny,

se caracterizaba perfectamente [como] "impulsado por la acción, con una jugabilidad basada en disparos rápidos y precisos". Sin embargo, finalmente hemos decidido alejarnos de la simple jugabilidad arcade, para tener un shooter realmente serio y profundo, con un fuerte enfoque en la trama. Tratamos el proyecto con la máxima prioridad y queremos que el juego sea visto como un jugador serio en el mercado de los shooters FPP, a pesar de la acción temática del Salvaje Oeste".

Los diseñadores tenían especial interés en crear un juego de disparos en primera persona de temática western, ya que consideraban que el género de los FPS estaba excesivamente dominado por los juegos de la Segunda Guerra Mundial y de ciencia ficción.
En lo que respecta a los gráficos del juego, Call of Juarez utilizó la tercera iteración del motor de videojuego interno de Techland, el Chrome Engine. Para el Chrome Engine 3, Techland había estado trabajando con nVidia para incorporar el Shader Model 3.0, y esta versión del motor permitía técnicas de iluminación y renderizado por píxel como el mapeado normal, el sombreado de Phong, la iluminación Blinn, el mapeado de desplazamiento virtual, el mapeado de sombras, el mapeado de entorno HDR y efectos de posprocesamiento como la mejora de la profundidad de campo, los florecimientos de luz, la refracción y la distorsión por calor. El motor también facilitaba los efectos de viento, las alteraciones de las propiedades de los objetos al interactuar con líquidos, la simulación y animación de la vegetación, los gases y el humo basados en el Shader Model 3.0, y los cambios de día y de posición de la iluminación global.

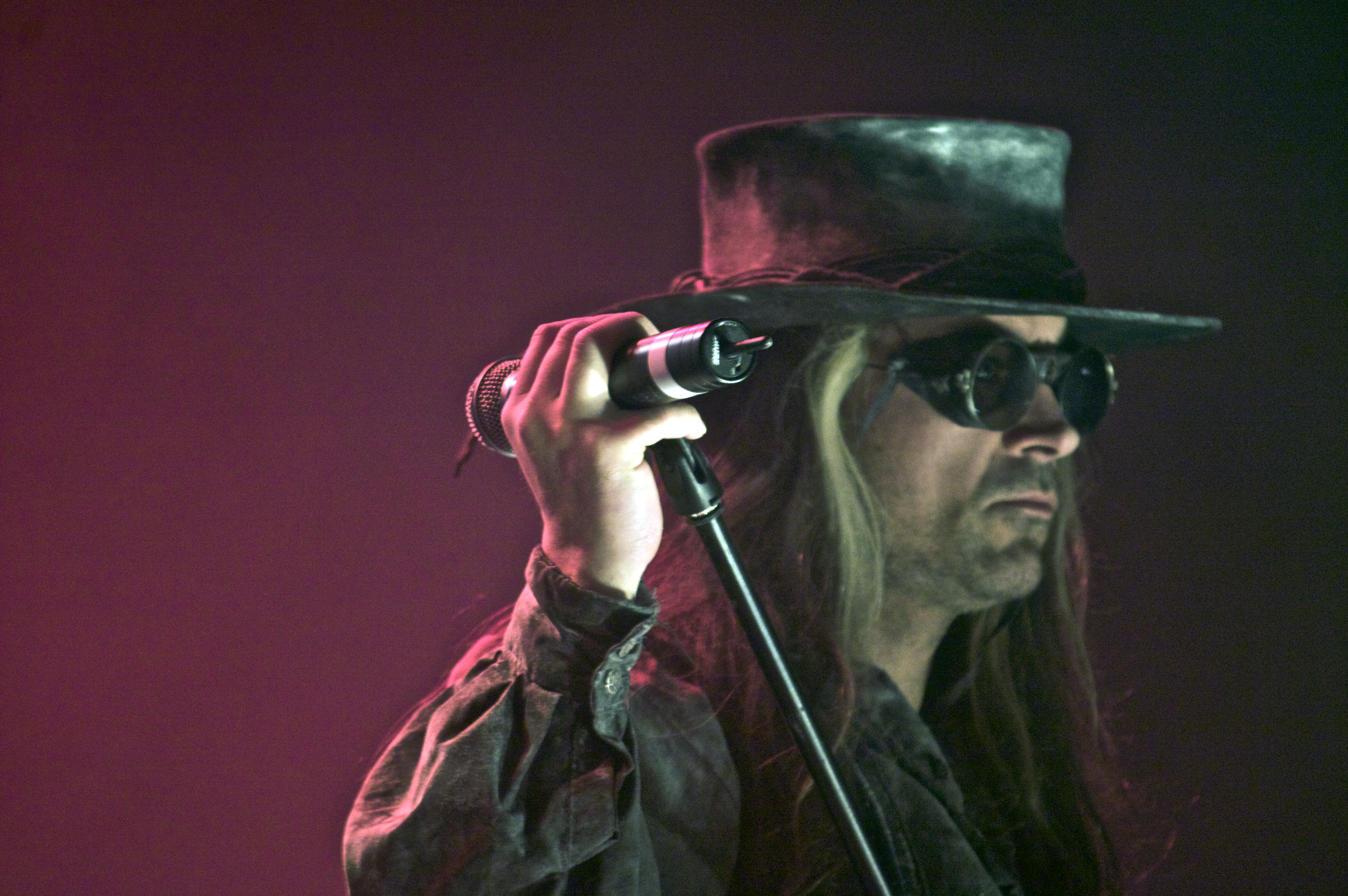
La aparición de Ray McCall en el juego se inspiró parcialmente en Carl McCoy (en la foto), cantante principal de Fields of the Nephilim.

El guion del juego fue escrito por Haris Orkin y Paweł Selinger (que también fue el diseñador principal y el artista principal del juego). Selinger ideó el esquema básico de la trama y los personajes, y Orkin escribió los diálogos y los detalles de la historia. Él y Selinger citan The Searchers (1956), de John Ford, Nevada Smith (1966), de Henry Hathaway, y El jinete pálido (1985) y Unforgiven (1992), de Clint Eastwood, como factores que influyeron en el tono del juego, con el personaje de Ray parcialmente inspirado en Will Munny (Clint Eastwood) en Unforgiven. El personaje también se inspiró en el personaje de Saint of Killers de la serie Preacher de Garth Ennis (1995-2000), y en Just a Pilgrim (2001) de Ennis. Visualmente, Ray se basó en Carl McCoy, vocalista de Fields of the Nephilim.
La versión del juego para Microsoft Windows salió a la venta en Europa en septiembre de 2006 y en Australia en octubre de 2006. La versión norteamericana no salió a la venta hasta junio de 2007, ya que se retrasó para que saliera al mercado junto con la versión para Xbox 360. Techland aprovechó este tiempo para realizar algunos cambios en el juego; a diferencia de la versión europea, la norteamericana estaba optimizada para DirectX 10, siendo uno de los primeros juegos para PC en contar con dicha optimización. Poco después del lanzamiento en Norteamérica, Techland lanzó un parche de mejora de DirectX 10 para todas las versiones del juego, añadiendo elementos como sombreadores de geometría, sombras dinámicas, iluminación de alto rango dinámico y mapeado de oclusión de paralaje.
La versión para Xbox 360 salió a la venta en todo el mundo en junio de 2007. Comparando esta versión con la original para PC antes del parche de DirectX 10, Zawodny dijo que habría una mejora gráfica considerable; "hemos exprimido todo lo posible de los sombreadores de vértices y píxeles de la Xbox 360. Hay iluminación de alto rango dinámico, antialiasing por hardware, mapeado de relieve en casi todo, mapeado de relieve en muchos objetos y dispersión de la subsuperficie, por mencionar algunos términos técnicos". También reveló que la versión para Xbox contaría con tres nuevas misiones para un jugador con su propia historia, un modo de duelo en el que el jugador puede enfrentarse a los enemigos de la campaña, y modos y mapas multijugador adicionales. Además, Techland reconstruyó algunos de los niveles de Billy (incluido el nivel inicial del juego), reduciendo los elementos de sigilo e incorporando escenas de persecución más centradas en la acción.

### Bound in Blood
Aunque el primer juego no se vendió bien en Norteamérica, sus ventas en Europa fueron mucho mejores, y en enero de 2009 se anunció una segunda entrega, Bound in Blood, para PC, PlayStation 3 y Xbox 360. Los desarrolladores habían tenido en cuenta las críticas más comunes al primer juego (sobre todo en lo que respecta a las secciones de plataformas y sigilo), al tiempo que mejoraron las mecánicas del original que más elogios recibieron, es decir, la jugabilidad de Ray.
Utilizando Chrome Engine 4, el juego contaría con considerables mejoras gráficas respecto al original, y el principal director de producto, Paweł Kopiński, declaró que "hemos conseguido aumentar el rendimiento permitiendo incluso más polígonos en pantalla y efectos especiales avanzados". A diferencia de Chrome Engine 3, Chrome Engine 4 utilizaba el sombreado diferido, lo que permitía una iluminación más avanzada y efectos de posprocesamiento. También fue la primera iteración del motor con "verdadero soporte multiplataforma".
Al hablar de las inspiraciones para el juego, Kopiński declaró que "no se puede clasificar simplemente como un Spaghetti Western o un Western realista. Es una mezcla de los mejores elementos de ambos". Según el coguionista Haris Orkin, "probablemente ahora esté más cerca de un Spaghetti Western que de un western clásico de John Ford [...] Supongo que lo llamaría un western posmoderno en la línea de Unforgiven o The Wild Bunch". Entre las influencias específicas se encontraban la Trilogía del dólar de Sergio Leone y C'era una volta il West (1968), 3:10 a Yuma (2007) de James Mangold y Appaloosa (2008) de Ed Harris. El equipo también se inspiró en la vida real, y Orkin declaró que "muchos de los forajidos reales de la época eran antiguos soldados confederados; Jesse James y sus hermanos, los Youngers. Archie Clement. Así que los McCalls se basaron en cierto modo en esos forajidos reales".
Al tratar este periodo de la historia, Orkin y Techland lo abordaron con intenciones serias, esforzándose por ser lo más fieles posible a la historia y tratar algunos de los temas reales de la época, independientemente de que dichos temas sigan siendo controvertidos hoy en día. Orkin afirma: "Hablamos de la supresión blanca de los nativos americanos, concretamente de los apaches, y de cómo eso alimentó su ira [...] tratamos temas como el racismo, la esclavitud y la opresión de los nativos americanos y los mexicanos en el sur de Texas. Una vez que te adentras en esos mundos y creas una historia en torno a ellos, eludir esas verdades o fingir que no existen les hace un flaco favor".

### The Cartel
Bound in Blood se vendió considerablemente mejor que el juego original (más de un millón de unidades) y The Cartel fue anunciado en febrero de 2011. Por primera vez en la serie, el juego estaría ambientado en la época moderna, y el director de marketing de Ubisoft, Adam Novickas, declaró que "el juego traerá los mejores elementos del Salvaje Oeste a los tiempos modernos". Esta reubicación, sin embargo, fue recibida con escepticismo. Después de que se mostrara una demo no jugable en la PAX de marzo, Martin Robinson, de IGN, escribió: "parece que Call of Juarez ha abandonado su único punto de distinción, dejando al descubierto un shooter insípido que ha perdido un puñado de encanto en el proceso". Asimismo, Jane Douglas, de GameSpot, escribió: "en cuanto a decisiones improbables, situar la tercera entrega de la franquicia del Salvaje Oeste en Los Ángeles y México del siglo XXI está a la altura de un reinicio de Prince of Persia de la época de la música disco".
El coordinador del proyecto de Techland, Błażej Krakowiak, explicó la reubicación; "trasladamos la franquicia a un entorno moderno porque sentimos que los valores y la experiencia del Salvaje Oeste son universales". Cuando GameSpot le preguntó qué diría a los fanes que no estaban contentos con el cambio, dijo: "deberían confiar en nosotros. Este es un gran juego wéstern". Ubisoft explicó además,

durante el desarrollo de Bound in Blood, la gente no dejaba de preguntarnos si el wéstern tradicional seguía siendo relevante en los tiempos modernos. Nosotros seguíamos diciendo "por supuesto" y todavía lo creemos. Es porque los wésterns son universales: el Salvaje Oeste es algo más que un tiempo y un lugar. Llevar la franquicia Call of Juarez a los tiempos modernos nos permite demostrar que lo decimos en serio.

El juego se construyó con Chrome Engine 5 y, según los desarrolladores, varios niveles individuales, como uno ambientado en una discoteca abarrotada, cuentan con más recursos que la totalidad de Bound in Blood. El motor permitía una oclusión ambiental avanzada en el espacio de la pantalla, un antialiasing personalizado y un filtrado de texturas, con un filtrado anisotrópico que permitía transiciones más suaves entre los niveles de mipmap. El motor también puede manejar ejes de luz complejos y dinámicos y cuenta con un avanzado A-buffering.

### Gunslinger
Tras el fracaso económico y de crítica de The Cartel, Ubisoft envió un correo electrónico a través de UPlay a los propietarios registrados del juego, preguntándoles qué juego de Call of Juarez era su favorito y qué opinión les merecía The Cartel. El correo electrónico también incluía una serie de ejemplos de jugabilidad, en los que se preguntaba a los jugadores qué les gustaría ver en un juego "aún no anunciado".
Gunslinger se anunció en septiembre de 2012, y Ubisoft destacó que el juego contaría con figuras legendarias del Salvaje Oeste como Billy the Kid, Pat Garrett, Wyatt Earp, Butch Cassidy y Jesse James, y que, por primera vez en la serie, se utilizaría un sistema de progresión de habilidades basado en puntos de experiencia. Al referirse a las razones por las que el equipo había regresado al Salvaje Oeste después de ambientar The Cartel en la época moderna, Krakowiak declaró: "lo hicimos por varias razones, pero básicamente por lo que hemos escuchado de los fans y por el hecho de que estamos dispuestos a creer que este es el lugar al que pertenece la serie". En la PAX 2013, el director de marca de Ubisoft, Aymeric Evennou, se hizo eco de Krakowiak: "este es el lugar al que pertenece la marca. Lo intentamos con otra cosa, pero ahora nos dedicamos por completo a complacer a los fans". De hecho, Techland sabía que otro juego inferior acabaría con la franquicia, y el experto en diseño Xavier Penin, que también contribuyó al guion, declaró: "teníamos la misión de salvar la marca Call of Juarez, literalmente".
En cuanto a la narrativa del juego, que es conscientemente una mezcla de realidad y ficción, el equipo trató de acotar lo que hace que este periodo de la historia sea tan específico, y "lo que se nos ocurrió fueron las historias, las leyendas, la mezcla entre mito y verdad. Así que nos centramos en la narración". El productor Krzysztof Nosek y el guionista Rafał W. Orkan concibieron el esbozo de la historia y se lo presentaron a Haris Orkin, sin personajes ni elementos específicos de la historia. Como querían que la narración fuera tan importante como el relato, le dijeron a Orkin que la historia tenía que estar estructurada como en Bastion, donde las cosas del mundo del juego cambiarían ante los ojos de los jugadores, según lo que se dijera en la narración. A Orkin le encantó la idea, ya que era paralela a la forma en que se formaron las leyendas del Oeste: los mitos y la exageración se impusieron a los hechos y a la realidad, por lo que la cuestión de la verdad frente al embellecimiento se convirtió en una parte importante de la historia; "decidimos que nuestro narrador no sería confiable y que el mundo cambiaría a medida que cambiara la historia. Pensé que eso imitaba perfectamente la forma en que se escribió la historia del Oeste". Orkin se inspiró especialmente en The Man Who Shot Liberty Valance (1962), de John Ford, y en Pequeño Gran Hombre (1970), de Arthur Penn, que tratan de los mitos que superan la realidad en la conciencia pública. Una cita de Liberty Valance, "cuando la leyenda se convierte en realidad, imprime la leyenda", se convirtió en una idea central del guion de Orkin.

## Recepción
| Videojuego                     | GameRankings | Metacritic                                             |
| ------------------------------ | ------------ | ------------------------------------------------------ |
| Call of Juarez                 | {{{gr1}}}    | 72/100 (PC) 71/100 (X360)                              |
| Call of Juarez: Bound in Blood | {{{gr2}}}    | 78/100 (PC) 78/100 (PS3) 77/100 (X360)                 |
| Call of Juarez: The Cartel     | {{{gr3}}}    | 51/100 (PC) 45/100 (PS3) 47/100 (X360)                 |
| Call of Juarez: Gunslinger     | {{{gr4}}}    | 79/100 (PC) 75/100 (PS3) 76/100 (X360) 72/100 (Switch) |

Los juegos de Call of Juarez han recibido críticas que van desde muy positivas hasta muy negativas.
El juego original recibió críticas mixtas. La mayoría de los críticos elogiaron los niveles de Ray y la mecánica general de tiro, pero encontraron que los niveles de Billy eran significativamente inferiores, especialmente las secciones de plataformas y la implementación del látigo. Muchos críticos quedaron impresionados con la forma en que el juego recreaba un auténtico tono wéstern y, en general, se elogió la actuación de voz de Marc Alaimo como Ray. Kieron Gillen, de Eurogamer, calificó la versión para PC como "un tirador de vaqueros tan bueno como el que he jugado", mientras que Tom Bramwell sintió que la versión para Xbox 360 "ha dado nueva vida a un área del género FPS en la que muchos desarrolladores se han dado por vencidos".  Mark Morrow de PALGN calificó la versión para PC como un "juego notablemente agradable". Alex Navarro de GameSpot lo calificó como "un ejercicio de género bien hecho". Dan Adams de IGN fue más crítico, argumentando que "las mecánicas de tiro básicas y sólidas no son suficientes para hacer que un juego aceptable sea bueno." Cameron Lewis, de Official Xbox Magazine, sintió que "no hay nada que lo distinga del resto de la multitud de tiradores".
Bound in Blood recibió críticas generalmente favorables. La mayoría de los críticos lo encontraron sustancialmente mejor que el original, y muchos elogiaron la trama, la mecánica de filmación y la actuación de voz. Las críticas tendían a centrarse en la mala IA del enemigo, el diseño de niveles repetitivos y la falta de cualquier tipo de cooperativo. Richard Cobbett de CVG lo llamó "un FPS excepcional". Randolph Ramsay de GameSpot lo encontró "tenso, fascinante y de apariencia soberbia" y "una experiencia casi cinematográfica". Michael Kontoudis de PALGN lo llamó "el mejor wéstern jamás hecho". Por otro lado, Oli Walsh de Eurogamer argumentó, "es una galería de tiro demasiado poco variada para ganar una recomendación sin vacilar". Taylor Cocke, de Official Xbox Magazine, lo calificó de "bastante bien hecho, pero algo básico". Eric Neigher, de GameSpy, afirmó que "no hay nada especialmente destacado u original aquí".
The Cartel recibió críticas negativas. Entre las críticas más comunes se encontraban una mecánica mal implantada, un argumento tópico, unos personajes poco desarrollados, un audio incoherente, unos subtítulos llenos de errores, unos estereotipos raciales y de género poco acertados y unos gráficos pobres. En particular, los fallos y la falta de pulido técnico del juego recibieron mucha atención negativa. Dan Ryckert de Game Informer lo llamó "genérico en el mejor de los casos, roto en el peor". Anthony Gallegos de IGN argumentó, "no es el peor juego de disparos que he jugado, pero tiene todos los problemas de un título económico y pocas cualidades redentoras". Andrew Hayward, de Official Xbox Magazine, consideró que demostraba "una falta de cuidado y una falta de atención a los detalles". Tom Senior, de PC Gamer, lo calificó de "mojón humeante", "soso, repetitivo y aburrido", y "descerebrado, genérico y sin personalidad". Jim Sterling, de Destructoid, escribió que el juego es "una porción descuidada de gente que debería saberlo mejor, y debería avergonzarse de sí misma".
Gunslinger recibió críticas positivas. Los críticos elogiaron la historia, los rápidos disparos de estilo arcade y la actuación de voz. Las críticas se centraron en un desenlace predecible y en la poca profundidad de las batallas contra los jefes. Jim Sterling, de Destructoid, lo definió como "el mejor juego de Call of Juarez, [y] un shooter muy bueno y digno por derecho propio". Mark Watson, de GameSpot, lo calificó de "shooter notable", "un soplo de aire fresco" y "ajustado y controlado". Colin Moriarty, de IGN, afirmó que "tiene mucho encanto". Lorenzo Veloria, de GamesRadar+, opinó que "los que quieran un shooter wéstern sólido con una mecánica estimulante, querrán probar este juego".

### Ventas
El juego original no se vendió bien en América del Norte, moviendo solo 137 000 unidades tanto para PC como para Xbox 360. Sus ventas en Europa fueron considerablemente mejores, y Techland reconoció que el juego los puso en el mapa como un desarrollador reconocido mundialmente. Bound in Blood fue un éxito comercial. En sus primeros cuatro días de lanzamiento en América del Norte, vendió 24 000 unidades en Xbox 360 y 20 000 unidades en PlayStation 3. En el Reino Unido, entró en las listas en el puesto n.º 6, subiendo al mes siguiente al puesto n.º 4. A fines de septiembre, el juego había vendido 900 000 unidades en todos los sistemas, lo que lo convirtió en uno de los títulos más vendidos de Ubisoft durante la primera mitad del año fiscal. Gunslinger fue el tercer título de PSN más vendido en mayo de 2013, detrás de Far Cry 3: Blood Dragon y Terraria. En julio, Ubisoft publicó su primer informe financiero trimestral, en el que reveló que las descargas digitales aumentaron un 27 % con respecto al mismo período del año anterior. Citaron las fuertes ventas de Blood Dragon y Gunslinger.